# منتخب جيرزي لكرة القدم
منتخب جيرزي لكرة القدم هو منتخب كرة قدم يمثل جزيرة جيرزي التابعة لبريطانيا وهذا المنتخب ليس عضو في الفيفا أو اليويفا، يشارك هذا المنتخب في بطولة موراتي فيس و بطولة ألعاب الجزر.